# Dicliptera sarcochroma
Dicliptera sarcochroma är en akantusväxtart som beskrevs av Emery Clarence Leonard. Dicliptera sarcochroma ingår i släktet Dicliptera och familjen akantusväxter. Inga underarter finns listade i Catalogue of Life.